# Nen

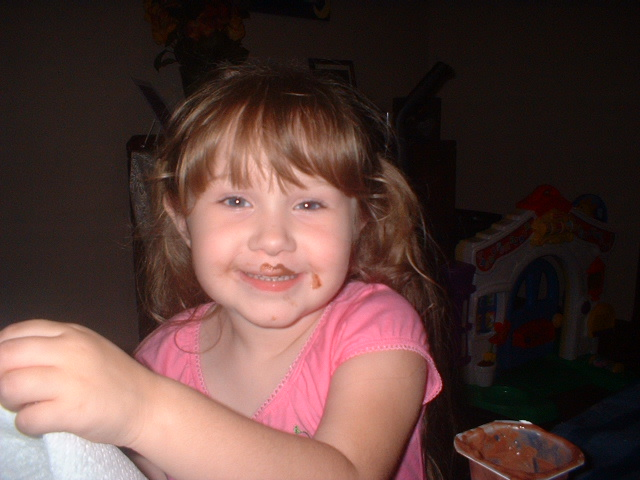
Una nena.

Un nen (també infant o mainatge) és un ésser humà durant un període comprès entre el naiximent i l'adolescència. La Convenció sobre els drets de l'infant, en vigor des del 2 de setembre del 1990, assenyala que "s'entén per nen o nena tot ésser humà menor de divuit anys, tret que, en virtut de la llei que li sigui aplicable, hagi arribat abans la majoria d'edat Les edats considerades fluctuen segons el context, encara que el terme nen o nena sol emprar-se per a designar als menors d'entre 12 a 14 anys, anomenant-se joves o adolescents als quals han superat aquestes edats.
La idea d'infant com el concepte d'infància, varia considerablement al llarg de la història i en les diverses societats i cultures.

## Definició
El concepte de nen, pot definir-se des de diversos punts de vista:
- Legal: Període que abasta des del naixement fins a complir 18 anys o l'emancipació. La Convenció sobre els drets de l'infant, en vigor des del 2 de setembre de 1990, indica que s'entén per nen tot ésser humà de menys de divuit anys de creixement humà, llevat que, en virtut de la llei que li sigui aplicable, hagi assolit abans la majoria d'edat".[2] Aquesta convenció recull els principals drets de nens i nenes arreu del món.
- Des de l'evolució psicoafectiva: S'entén per nen o nena aquella persona que encara no ha assolit un grau de maduresa suficient per tenir autonomia.[4]
- Desenvolupament físic: És la denominació utilitzada per referir-se a qualsevol ésser humà que no hagi assolit la pubertat.[5]
- Sociocultural: Segons les condicions econòmiques, els costums i les creences de cada cultura, el concepte d'infància pot variar, així com la forma d'aprendre o viure.

La definició de nen/nena també ha variat considerablement al llarg de la història i a les diverses societats i cultures.
La infància és una etapa de la vida especialment vulnerable en la que els humans mostren gran dependència, motiu pel qual requereixen especial protecció.
El Dia Universal del Nen se celebra tots els anys el 20 de novembre, encara que en alguns països pot variar.
La infantesa és el primer període de la vida humana i acaba amb l'adolescència, tot i que els hàbits culturals moderns, que allarguen la joventut, han fet sorgir una sub-etapa anomenada preadolescència. Els límits cronològics són variables però acostuma a considerar-se que dura fins als 12 anys.
És una etapa on la persona ha de gaudir d'especial protecció, com es reflecteix a la Convenció sobre els drets de l'infant però aquesta concepció no és universal ni ha existit sempre a la història, com prova el fet del treball infantil, la manca de referències al desenvolupament i especificitat dels nens i nenes a l'antiguitat. De fet, la paraula "infant" (el que no parla) és una prova evident del caràcter que se li atribuïa, una persona que no era adulta, que estava a mig fer.
A la infantesa la persona forja les bases de la seva personalitat i desenvolupa les capacitats intel·lectuals bàsiques, per això és fonamental que l'infant compti amb un entorn que li garanteixi afecte, cura física i una bona educació (al sistema formal aquesta és proporcionada pel preescolar i l'educació primària).

## Desenvolupament del nen

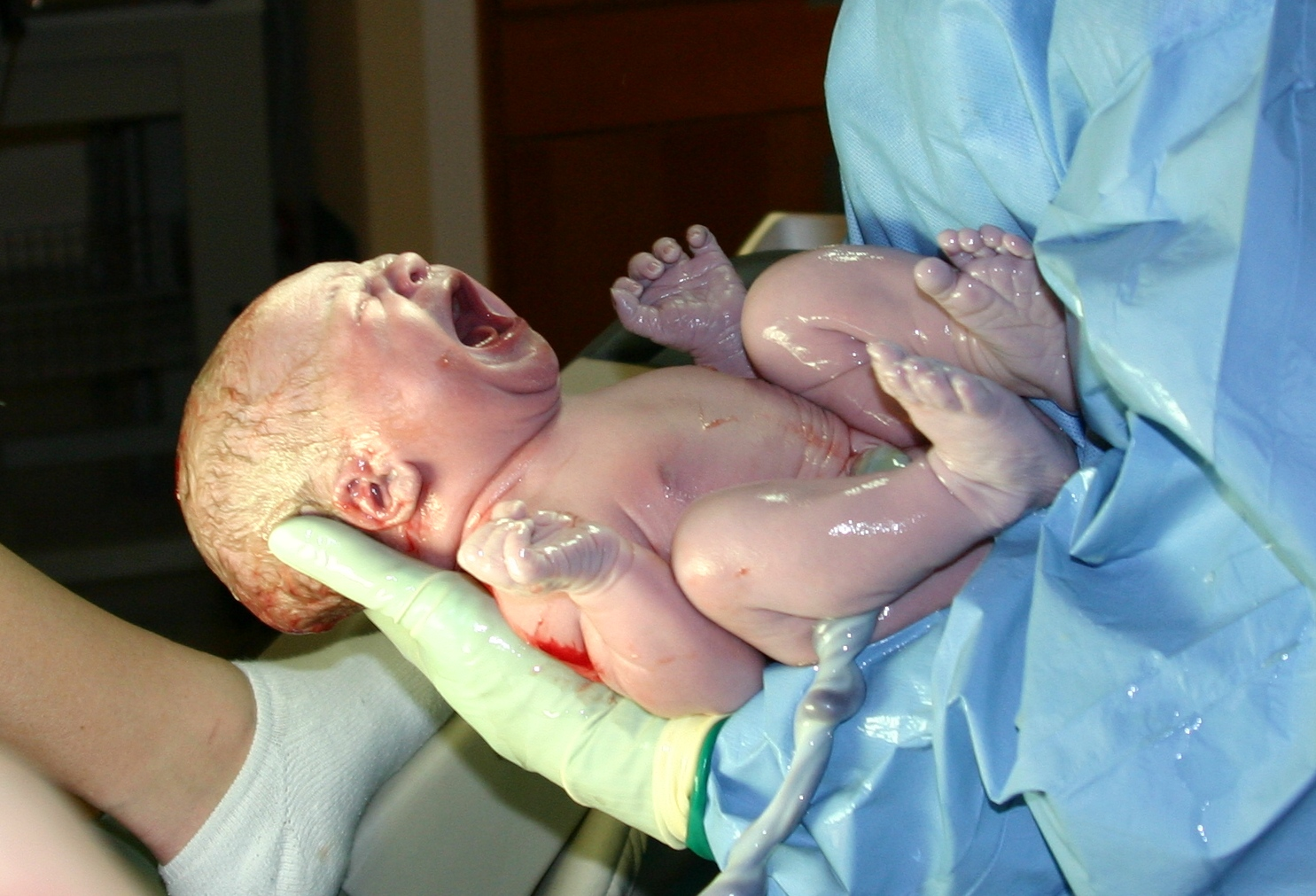
Un nounat

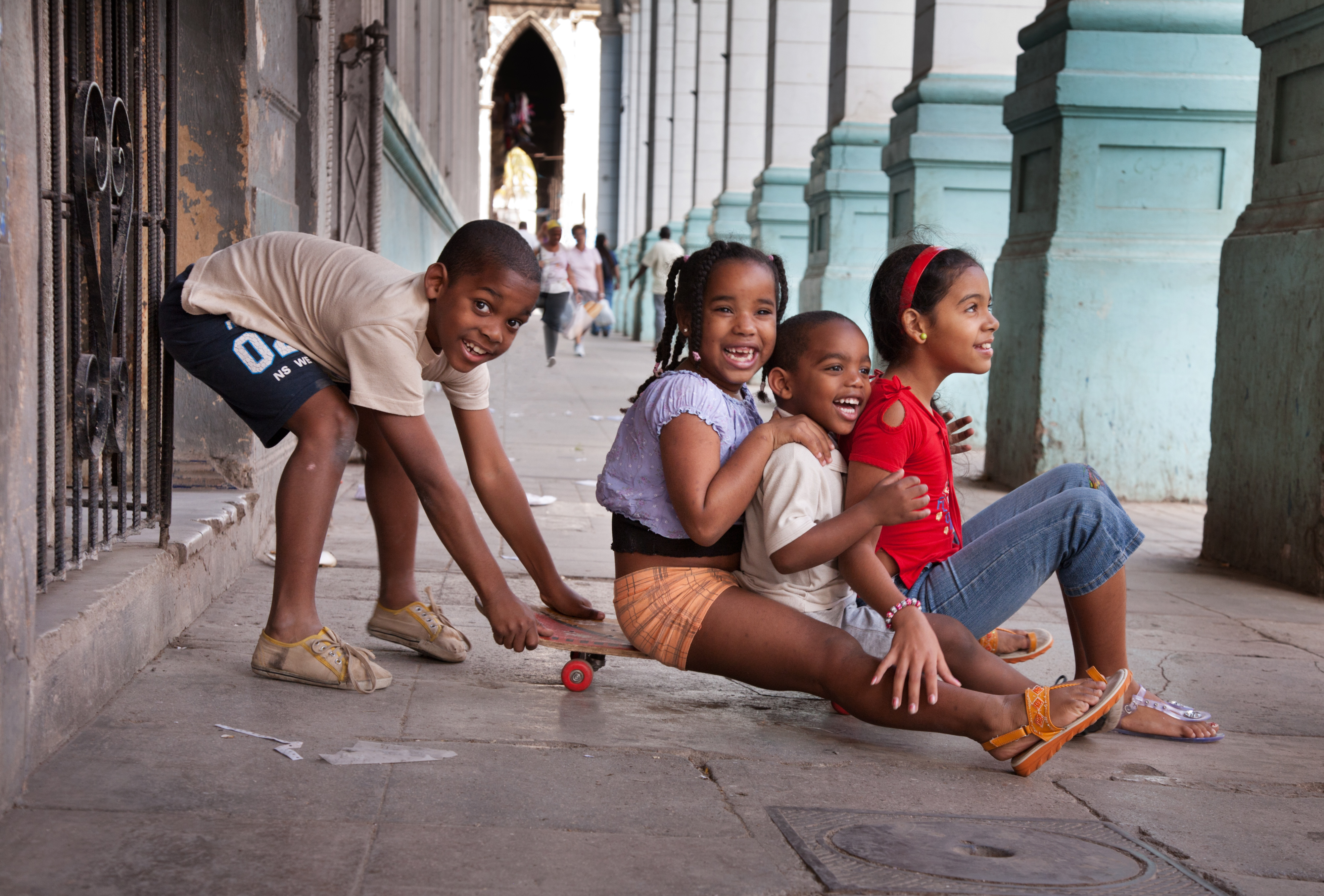
Nens jugant

El desenvolupament de la infància és l'estudi dels processos i els mecanismes que acompanyen el desenvolupament físic i mental d'un infant fins que assoleix la maduresa.
La pediatria és la branca de la medicina referent a la cura de nens de la infància, l'adolescència i, a vegades fins i tot d'adults joves (edats 0-19 anys).
Aquestes escales d'edat són aproximades i poden diferir de cultura a cultura. La llista següent reflecteix el concepte del desenvolupament del nen al segle xxi.
En general, s'entén que la infància comença amb el naixement, tot i que existeixen postures divergents al respecte. Abans del naixement, la formació del nen passa per les següents fases:
- Zigot, el punt de la concepció, fertilització. En aquest moment el ser és unicel·lular.
- Embrió; és el període des que l'ésser encara no té la forma humana (és irrecognoscible a simple vista).
- Fetus; és l'última fase o preparació del naixement, en aquesta fase es reconeix a simple vista que l'ésser és humà.

Infància:
- Lactant (bebè), és el primer mes fora de l'úter fins a completar l'any.
- Infància (infant), edats 1 - 5 anys.
- Infància (nen), edat de l'escola primària (edats 6 - 11 anys).
- Preadolescència (preadolescent), edats 11 - 13 anys, aproximadament.

Posterior a la infància:
- Adolescència (adolescent), edats 14 - 20 anys, aproximadament.
- Edat adulta, edats 20 - 38 anys (adult jove) i edats 38 - 60 anys (adult o adult madur).
- Vellesa (ancià), edats > 65 anys

### Etapes de Desenvolupament

#### Naixement i primers mesos
Una vegada han passat nou mesos de gestació, i si l'embaràs ha resultat normal, l'embrió humà ja és prou desenvolupat com per a sobreviure per si sòl, en aquest moment es produeix el part i el naixement de la criatura. Un part normal es desenvolupa en tres etapes: el treball de part, amb una durada d'entre dues i divuit hores aproximadament; el part pròpiament dit, que dura d'entre quinze minuts a dues hores, i l'expulsió de les secundines (placenta), que té una durada d'uns vint minuts.
En aquest moment el nounat s'independitza de la seva mare i aquest ha de ser capaç de dur a terme una gran adaptació al nou entorn ràpidament. Les funcions que exercia la mare per a ell (Respiratòria, circulatòria, digestiva i de regulació de la temperatura) les ha de fer el nadó.
Als primers segons de néixer el nadó ja ha de respirar pel seu compte, fet que provoca un canvi fonamental en l'aparell circulatori : la sang ja no es desplaça cap a la placenta materna, sinó que ho fa cap als pulmons del nounat. Els nutrients a partir d'aquest moment arribaran a través de la llet, i l'aparell digestiu començarà a funcionar per primera vegada. El nadó ja no estarà sempre a una temperatura constant de trenta-sis graus i mig, sinó que haurà d'adaptar-se a l'ambient, per això serà necessari que el sistema de regulació de la temperatura es posi en marxa. Tots aquests canvis els realitza el nadó en els primers dies de vida.

##### Estats de Nadó
En els primers dies de vida el nadó sol restar en els següents 6 estats
- Son irregular: estat en el qual el nadó dorm, però no és un son profund, ja que a vegades té els ulls mig oberts.
- Son regular, en aquest cas el nadó dorm profundament.
- Estat de somnolència, en el qual el nin està mig despert, mig adormit.
- Estat d'alerta inactiva: El nadó és absolutament despert, però resta molt quiet, sense cap tipus d'activitat.
- Estat d'alerta activa: El nadó està despert i manté una intensa activitat física: moviment de braços, cames, ulls, etc.
- Els plors: és sens dubte l'eina de comunicació del nadó amb l'entorn, aquest plora quan té algun problema o necessitat: té gana, s'ha fet pipí o caca, té algun tipus de mal, etc. Cadascuna d'aquestes situacions dona lloc a un tipus de plor diferent, si bé que aquests solen ser difícils de distingir.

D'aquests estats, el més habitual és el de son, ja sigui regular o no, i el menys habitual és el de plors.

##### El creixement Físic
El creixement de l'embrió durant el tercer trimestre de gestació (quan es prepara per al naixement) s'accelera de forma molt notable. Aquest creixement continua a una gran velocitat durant els primers anys de vida, però especialment en el primer. Aquest creixement físic permetrà al nadó desenvolupar la motricitat, i per tant, l'exploració de l'ambient, la qual, per altra banda, és imprescindible per al desenvolupament cognitiu.
Aquest creixement físic està preprogramat genèticament i que en els gens d'una persona ja és present la informació que ens diu, aproximadament i dins uns marges, quines seran les característiques físiques de la persona com, per exemple, l'alçada d'aquesta. No obstant això, si l'ambient (l'alimentació, la higiene, les condicions sanitàries, les malalties de causa externa, etc.) no és adient, el creixement físic es pot restringir, mentre que si aquest és molt bo, pot augmentar.
El creixement i el desenvolupament psicomotor dels nadons ve determinat per dues lleis fonamentals:
- Llei proximodistal, el creixement i el control del cos s'assolirà seguint un ordre que va des d'un eix central imaginari, que divideix el cos en dues meitats longitudinalment, cap a la perifèria. És a dir, el nin dominarà i controlarà abans les articulacions de l'espatlla que les del canell. (el creixement dins l'úter matern també ha seguit aquest ordre)
- Llei cefalocaudal, El domini psicomotor i del creixement té lloc des del cap cap als peus, de tal forma que el nin serà capaç de controlar i dominar el cap abans de poder mantenir el tronc adreçat o de poder manipular objectes amb les mans. Des del punt de vista del creixement, aquesta és la causa per la qual el cap del nadó és molt més gros que la resta del cos (proporcionalment).

##### El desenvolupament del cervell
El creixement del cervell està totalment relacionat amb l'evolució del nadó essent especialment ràpid i complex durant els dues primes anys de vida. En el moment de néixer el cervell té aproximadament un 25% de la mida i del pes del d'un adult, cap al primer any ja té, aproximadament, el 50 per cent, i als dos anys ja té el 75 per cent.
Temporalment la primera àrea del cervell que madura és l'àrea motriu, seguida per les sensorials (tot seguint el següent ordre): tacte, visió, oïda; posteriorment la maduració avança cap a àrees més específiques que permeten l'aparició de moltes funcions psicològiques més concretes, com per exemple, el llenguatge. La maduració del cervell s'inicia en les capes més internes anant-se expandint cap a les capes més externes (còrtex), durant els dos primers anys de vida, el còrtex es desenvolupa ràpidament, provocant que les conductes del nadó es comencin a tornar voluntàries a partir dels tres o quatre mesos de vida. Aquesta maduració i creixement permet que entre el primer i segon any de vida es comenci a dominar el llenguatge i les funcions simbòliques. Si bé, cal dir que tots aquest també estan relacionats amb l'experiència de l'infant.
A partir dels dos anys el desenvolupament cerebral continua tot centrant-se en l'establiment de connexions entre neurones i l'augment de la velocitat dels impulsos elèctrics, així com en integració de l'activitat cortical. Aquesta maduració permet que puguin aparèixer processos nous i conductes més complexes com, per exemple, l'atenció i un millor llenguatge i domini del cos. Tota aquesta maduració continua durant la infància i alguns aspectes fins a l'adolescència.

#### Desenvolupament físic i psicomotor fins als dos anys
Després del naixement el creixement continua de forma ràpida durant els dos o tres primers anys de vida. Com a mitjana, un nadó fa uns 49 cm d'alçada (49 cm les nenes i 50 cm els nens, considerant-se dins la normalitat el rang comprés entre 45 cm i 53 cm, a l'any ha passat a fer-ne uns 74 cm, als dos anys, 84 cm, i als tres, 93 cm. En relació amb el pes, el nadó fa una mitjana de 3,5 kg (3,5 en el cas dels nens i 3,250 kg les nenes, tot i que el grau d'oscil·lació d'aquest es força ampli, considerant-se dins la normalitat el rang comprés entre 2.500 g i 4.000 g., a l'any fa uns 9,4 kg, als dos anys fa 12 kg, i als tres anys, 13,7 kg. A partir d'aquest moment l'augment de pes i d'alçada es torna molt més lent.
La consecució del desenvolupament psicomotor permet el desenvolupament físic i psicològic posterior. Moltes de les fites del desenvolupament intel·lectual tenen lloc amb més dificultat, algunes fins i tot no s'assoleixen, si l'infant no pot explorar l'ambient. Per poder dur a terme aquesta exploració és imprescindible el desenvolupament motor. Aquest desenvolupament segueix les lleis, anteriorment esmentades, cefalocaudal i proximodistal; i es pot dividir en dues categories generals: El domini dels grans moviments corporals (control sobre la locomoció i la postura. Implica el control sobre els moviments dels braços, cames, tronc i cap que ens permeten la locomoció. Però també ens permet el control sobre una sèrie de postures habituals a la nostra espècie, com, per exemple, estar drets, estar asseguts, etc.) i el domini dels moviments corporals més precisos (psicomotricitat fina), que suposa el control sobre les habilitats necessàries per utilitzar les mans com a instruments de precisió, i per tant, poder fer activitats com: menjar, escriure, retallar, etc.
Desenvolupament motor
| Edat    | Acció                              | Edat     | Acció                   |
| ------- | ---------------------------------- | -------- | ----------------------- |
| 0 mesos | posició fetal (de bocaterrosa)     | 8 mesos  | Se sosté dret amb ajuda |
| 1 mesos | Aixeca la barbeta (de bocaterrosa) | 9 mesos  | s'aguanta recolzat      |
| 2 mesos | Aixeca el tòrax (de bocaterrosa)   | 10 mesos | Gateig                  |
| 3 mesos | Intenta agafar objectes            | 11 mesos | Camina amb ajuda        |
| 4 mesos | S'asseu amb ajuda                  | 12 mesos | Es manté dret agafat    |
| 5 mesos | Pot agafar objectes                | 13 mesos | S'enfila per l'escala   |
| 6 mesos | agafa objectes oscil·lants         | 14 mesos | Es manté dret sol       |
| 7 mesos | S'asseu sol                        | 15 mesos | Camina                  |

#### Desenvolupament físic i psicomotor dels dos als sis anys
En el nen i nena majors de dos anys el creixement del cos continua a una velocitat gran, continuant l'augment de pes i de mida, si bé que d'una manera menor que en l'etapa anterior. Com ja hem indicat anteriorment el desenvolupament del cervell en aquesta etapa se centra en l'establiment de connexions entre neurones i l'augment de la velocitat dels impulsos elèctrics i la integració de l'activitat cortical. Fent possible l'aparició conductes motrius més complexes. L'infant domina cada vegada amb més facilitat el cos, i ho fa a través d'un autocontrol cada cop major. Tot i que la velocitat d'adquisició d'aquests nous aspectes del domini psicomotor és més lenta que en l'etapa anterior, però els canvis són molt importants. Els moviments del nen s'afinen cada cop més, i les seves accions són molt més precises a causa de l'autocontrol que ha aparegut.
Seguint la llei cefalocaudal, l'infant traspassa el bon domini que ja té dels braços a les cames, amb les quals cada vegada podrà fer moviments més precisos, especialment aquells grans moviments relacionats amb aspectes complexos de la marxa, per exemple, el nin serà capaç d'aprendre a córrer més coordinadament i amb més equilibri, accelerar, frenar, botar, pujar i baixar escales sense dificultat, etc.
Seguint la llei proximodistal, també millora d'una forma molt important en l'infant el control sobre els moviments fins i precisos de la mà (canell i dits); per exemple, el nin comença a dominar els moviments necessaris per agafar un llapis i començar a dibuixar, i una mica més tard, a escriure, retallar paper amb tisores, etc.
En aquesta època té lloc també la lateralització de la mà, el peu, i l'ull. La majoria dels nens i nenes tindran una lateralització dretana, altres, una d'esquerrana, i finalment, alguns pocs la tindran mixta, i normalment els infants han d'estar plenament lateralitzats als cinc o sis anys.
Aquesta millora del domini psicomotor no té tan sols a veure amb el que és físic, sinó també amb el que és psicològic. És a partir dels dos o tres anys quan comença, gràcies a l'aparició de la funció simbòlica, a sorgir el domini de l'esquema corporal (la representació mental que tenim del nostre propi cos). El domini de l'esquema corporal és totalment necessari per poder realitzar moviments complexos. Aquesta representació mental del cos en moviment no es construeix i apareix de cop. Al contrari, és una construcció molt lenta que requereix, d'una forma molt important: l'aprenentatge mitjançant l'experiència amb el món físic i el món social.
L'infant des de petit manipula constantment l'ambient i s'hi mou, aprenent el comportament físic del seu cos en situacions de moviment. Però, a més a més, aquesta representació requereix, per al seu desenvolupament, experiències socials. L'infant, abans de poder observar com a propis els seus moviments a l'espai, és capaç d'observar els d'altres. A poc a poc aprendrà a reconèixer el seu cos com a propi i compararà els seus moviments amb els d'aquelles persones que fins ara havia observat.
Aquesta construcció del jo corporal està ja molt reeixida als cinc anys, quan el nin comença a entendre conceptes com dalt, baix, davant, darrere, dreta, esquerra, etc. Però, fins als dotze anys no culmina del tot el domini de l'esquema corporal.
Aquest conjunt de processos: autocontrol, lateralitat i aparició de l'esquema corporal permeten el que es denomina com «domini psicomotor», es produeixen de forma conjunta i continuada provocant el major control i precisió dels moviments del cos.
Un altre dels aspectes que cal destacar és l'aparició de la segmentació. L'infant serà de cada cop més capaç de controlar per separat cada segment motor, mentre que els restants resten immòbils. Per això podrà fer moviments precisos en els quals és necessari que només es posin en marxa un nombre molt petit de músculs, per exemple, enfilar grans amb una mà mentre amb l'altra aguanta el fil. Aquest procés no funcionarà totalment fins als set anys.
Un altre procés important és el de coordinació, que és d'efecte contrari al de segmentació. L'infant aprèn a coordinar una sèrie de grups musculars per fer moviments complexos. El to muscular serà controlat directament per l'infant, de tal forma que aplicarà la força necessària per a cada moviment.
Per una altra banda, l'infant aprèn a controlar la respiració, amb la qual cosa guanya en resistència.
També desenvolupa, cada vegada més, un millor equilibri.

#### El desenvolupament més enllà dels sis anys
Totes aquestes capacitats psicomotores continuen desenvolupant-se i millorant-se fins després de l'adolescència, però les fites més cabdals ja s'han assolit. A partir d'ara les capacitats aniran millorant a poc a poc i més lentament. En aquesta etapa el desenvolupament se centra en la musculatura i de les articulacions, així com del nervis que els controlen. La maduració encefàlica és també un punt a tenir en compte. No obstant això, tots aquests aspectes físics variaran de forma més important a l'adolescència que ara mateix.

## Creixement Físic

### La maduració òssia i muscular
La maduració òssia dels infants es basa en dos aspectes:
- L'enduriment dels ossos:

Els ossos del nounat sorgeixen després de la mineralització i enduriment del teixit cartilaginós iniciat durant la gestació, contínua en la infància i fins a arribar a l'adolescència. A mesura que l'infant va madurant, els ossos s'aniran endurint gràcies a l'aportació de minerals com el calci.
- el canvi que es produeix en la curvatura espinal:

El canvi de la curvatura espinal permetrà a l'infant adoptar una posició que li facilitarà poder mantenir-se erigit i caminar. Inicialment la curvatura espinal del nadó està adaptada posició fetal (no vàlida per a caminar).
El desenvolupament muscular durant el primer any segueix la llei proximodistal: Primer es desenvoluparà la musculatura del centre del cos i després la musculatura s'anirà desplaçant cap a les extremitats superiors i inferiors. El teixit muscular anirà substituint a poc a poc el teixit adipós.

#### Desenvolupament de la dentició
En el desenvolupament de la dentició és una de les primeres manifestacions externes que produeix la maduració òssia. El nounat quan neix no presenta cap dent. La dentadura de l'infant està composta per 20 peces que sortiran progressivament. Aquesta dentició anomenada de llet és temporal i amb el temps s'anirà substituint per les dents definitives.
- Primera dentició (dents de llet)[9]
  - Entre els 6 a 12 mesos : apareixen les 8 peces incisives (nºpeces total :8)
  - Entre els 12 a 18 mesos : apareixen les 4 primeres peces premolars (nºpeces total: 12)
  - Entre els 24 a 30 mesos : apareixen les 4 peces canines (nºpeces total:16)
  - Entre els 18 a 24 mesos : apareixen les 4 segones peces premolars (nºpeces total:20)

Al voltant del sisè any de vida el nen o nena anirà substituint aquesta primera dentició de llet, mitjançant la pèrdua gradual de les peces que la formen. Aquesta dentició serà substituïda per la Segona dentició (o definitiva) la qual és composta per 32 peces.
El desenvolupament de la dentició permet a l'infant ampliar la varietat dels aliments, ja que gràcies a l'aparició d'aquesta l'infant és capaç de mastegar gairebé qualsevol aliment.

### L'aparell cardiocirculatori
La freqüència cardíaca del nadó es troba al voltant de 140 a 150 pulsacions per minut. A mesura que l'infant vagi creixent aquesta freqüència cardíaca disminuirà progressivament: al final del primer any de vida tindrà al voltant de 120 pulsacions per minut, fins a unes 70 o 80 pulsacions per minut a l'arribar a l'edat adulta.
També apareixen modificacions a la sang. El nombre de glòbuls vermells disminueix en els primers mesos de vida. Inicialment és més elevat per la menor quantitat d'oxigen que hi ha dins l'úter matern. També s'aprecia una disminució en el nombre dels glòbuls blancs, disminuint-se aquest fins a la meitat del valor que es té en el moment de néixer. Un tret freqüent en el moment del naixement és que el nadó presenti un buf al cor, a causa del fet que durant el període fetal alguns conductes i orificis no es van tancar correctament. Aquesta petita alteració normalment es resol espontàniament i no sol donar problemes al llarg de la vida de l'infant.

### L'aparell respiratori
En un infant, la freqüència respiratòria és més elevada que la d'un adult, aquesta se situa entre unes 40 a 50 respiracions per minut. Dita freqüència va disminuint progressivament i cap a dos anys sol ser de 20 a 30 respiracions per minut. En un principi la respiració és abdominal, atès que la part dels pulmons inicialment es troba més madura. A mesura que va madurant la resta de l'aparell respiratori la respiració es tornarà toràcico-abdominal. Els alvèols pulmonars quedaran formats aproximadament cap als tres mesos.

### El sistema immunològic
El sistema immunològic del nadó, durant els cinc primers mesos, depèn fortament del de la mare, ja que encara no té la capacitat per si sol de fabricar anticossos i funciona amb els antígens que li ha transmès la mare. El sistema immunològic de l'infant no desenvolupa la capacitat de generar antígens fins al voltant dels 8 mesos de vida.

### L'aparell digestiu
Inicialment l'aparell digestiu està preparat per a la ingestió de la llet.
L'estómac va creixent progressivament. En el naixement la capacitat d'aquest és inferior a 100 cc, però en finalitzar el primer any és quasi de 300 cc. La immaduresa funcional de l'aparell digestiu que presenta l'infant després de néixer li pot provocar durant els primers mesos de vida dolors i molèsties com per exemple els còlics, les regurgitacions, el singlot i les deposicions freqüents. També durant el primer any de vida el fetge assolirà la seva funcionalitat.

### El sistema renal i excretor
El sistema renal i excretor funciona des del moment de néixer, però no serà fins als dos anys que la seva funcionalitat plena. A mesura que l'infant va creixent i pren aliments més sòlids les deposicions es tornen més consistents i el nombre disminueix fins a arribar a una o dues diàries a l'any. A partir del segon any l'infant pot començar a tenir un control voluntari dels esfínters.

### L'aparell genital
Durant la infància, els òrgans genitals estan formats però molt poc desenvolupats. Serà quan l'infant anirà creixent que aquests òrgans s'aniran desenvolupant. En el període de la pubertat serà quan els canvis seran més significatius.

### El sistema nerviós motor
El desenvolupament motor està estretament lligat al desenvolupament del sistema nerviós i del sistema muscular. Inicialment els moviments són actes reflexos i involuntaris. Amb la maduració del sistema neuromotor els moviments es tornen intencionats i automàtics.
Els principals reflexos nerviosos del nadó:
- El reflex respiratori: es produeix en el moment de néixer quan entra per primera vegada aire als pulmons i el que fa és activar el procés de respiració del nadó.
- Els reflexos arcaics o primaris.
- El reflex del badall: indica la fatiga del nadó provocant un badall. Aquest reflex no desapareix.

## La interacció amb l'entorn
Durant el primer mes de vida, el nadó reacciona a la parla de la mare tot mirant-la. Cap als dos mesos amplia el seu camp de visió i segueix el moviment de les persones que són a prop. Augmenta la seva interacció amb l'entorn tot somrient quan alguna persona se’l mira o li parla. Als sis mesos el nadó comença a diferenciar les persones que li són properes de les desconegudes. Cap als set mesos és capaç d'identificar el seu nom quan li diuen. Als nou mesos la seva comprensió del llenguatge ha augmentat significativament, vora els 10 mesos l'infant ja és capaç d'imitar alguns gestos (fer adéu amb la mà, per exemple).
Al voltant del primer any el nen o nena ja pot demostrar sentiments de por, afecte, còlera, gelosia i simpatia. Durant el segon any l'infant desenvolupa una gran curiositat per tot el que l'envolta, imita actes que veu fer a altres i reacciona tímidament davant persones estranyes. Entorn dels tres anys es comença a rebel·lar quan hi ha alguna cosa que no li agrada i és egocèntric.

### El llenguatge
Durant el primer mes de vida el llenguatge que presenta el nadó és el plor, tot i que pot emetre algun so gutural. Posteriorment i fins als 4 mesos somriu i emet sons anomenats balboteig que no tenen en un principi cap significat i que són l'avantsala al llenguatge normal.
Al voltant dels set o vuit mesos comença a articular alguns sons, monosíl·labs que escolta del món que l'envolta, sense cap significat per a ell i que després anirà repetint (pa, ma...). Cap a l'any, l'infant escolta amb més interès i repeteix les paraules que li diuen les persones més properes. A més, en aquesta edat les vocalitzacions augmenten i ja pot articular dues o tres paraules amb significat. A l'any i mig l'infant haurà generat la capacitat de lligar dos o tres paraules amb significat i tindrà la capacitat de comprendre, obeir i executar ordres senzilles.
Pel que fa al vocabulari, durant el segon any passa d'unes 5 o 6 paraules al començament a unes tres-centes a quatre-centes paraules al final d'aquest període.
Etapes del Llenguatge
- Balboteig
- Període holofràstic: en els últims mesos del primer any, l'infant utilitza frases d'una única paraula i utilitza onomatopeies per referir-se a diferents elements del seu entorn.
- Etapa del "què és això?": Cap a l'any i mig entra en una etapa que es caracteritza per les preguntes sobre curiositats que fan referència al seu entorn, l'infant ha començat a unir dues paraules entra en una nova etapa del llenguatge expressiu (inicialment telegràfic). Cap al final dels dos anys l'infant ja utilitzarà frases de tres paraules.

El vocabulari de l'infant va augmentant progressivament i als tres anys arribarà a unes 1.000 paraules. La comprensió del llenguatge va augmentant Serà capaç d'entendre ordres amb diferents verbs, podrà comprendre els plurals, apareixeran els articles, els adverbis. Les frases seran curtes, però amb l'ús de nom més verb o adjectiu i podrà mantenir converses amb altres persones més o menys llargues.

### El dibuix: Estadis gràfics
Segons Viktor Lowenfeld, els estadis del grafisme infantil es poden dividir en cinc grans etapes: l'estadi del gargot, l'etapa pre-esquemàtica, l'etapa esquemàtica, l'etapa de la colla i l'etapa pseudo-naturalista.
Etapa del gargot (2-4 anys)
- Gargot desordenat

Aquesta etapa comprèn habitualment dels 2 als 2 anys i mig. Els infants dibuixen sense control, se surten del paper, sovint dibuixen sense mirar i no solen estar molta estona dibuixant (no cal forçar-los). Pinten sense control perquè el moviment els ve des de l'espatlla i no controlen gaire la motricitat. És per això que és bo donar-los-hi papers blancs i grans (perquè no els distregui el color del paper i per evitar que se surtin tant). També els va bé dibuixar a terra (per estar ells també dins del dibuix, tot i que més endavant se'ls hi pot enganxar un paper d'embalar a la paret perquè dibuixin de peu.
- Gargot controlat

Aquesta etapa sol comprendre dels 2 anys i mig als 3 anys i mig. En aquest estadi, l'infant ja s'adona que si atura el moviment el dibuix s'atura, que si gira la mà apareix una rodona, etc. Descobreix el control visual sobre els traçats que realitza. Ja té més control motriu. Els seus dibuixos repeteixen i cada vegada omple més l'espai. Pot tancar línies aconseguint formar cercles (cap als tres anys), tot i que els quadrats i els rombes els costen molt. Les seves línies són cada cop més llargues, cada vegada tracta d'utilitzar més colors i els dibuixos duren més estona.
- Gargot amb nom

Sol succeir-se dels 3 anys i mig als quatre. Els infants ja posen nom a allò que dibuixen i ho anomenen mentre pinten. Els seus dibuixos reflecteixen el seu desenvolupament motor i cognitiu. El dibuix es converteix en un joc, en un element social d'interacció (fins i tot solen encomanar-se entre ells de la temàtica i la forma de dibuixar). Un altre tret característic d'aquesta etapa és que comencen a dibuixar conceptes no-visuals (el soroll, el fred, la pressa...). Solen moure força el full mentre dibuixen, els seus dibuixos no tenen "dalt i baix".
Etapa Pre-Esquemàtica (4-7 anys)
En aquesta etapa els infants comencen a dibuixar el cos i ho fan en el següent ordre:
- El primer que dibuixen és una rodona que representa el cap (etapa dels capgrossos).
- Fan dos pals que surten cap a baix del cap, que són les cames.
- Més endavant fan les dues mans que surten del cap, una per cada banda.
- I, per acabar, fan una ratlla entre les cames.

Primer dibuixes la part del cap perquè estan els sentits (ulls, boca, nas, orelles...) i després les cames perquè és tot allò que els dona llibertat a l'hora de moure's per l'espai i agafar autonomia.
Al voltant dels quatre anys l'infant aconsegueix moure el canell i el polze amb força autonomia. Això li permetrà fer dibuixos que esdevindran formes gràfiques que representaran figures reals o de ficció. En aquesta fase nens i nenes dibuixen formes relacionades amb l'entorn i les seves representacions comencen a ser identificades per l'adult.
Els primers dibuixos evolucionen al llarg dels quatre, cinc i sis anys, edats que impliquen aquesta etapa pre-esquemàtica on el tret més important és l'aparició de la figura. Les figures neixen d'un perfeccionament de les formes i d'un millor sentit estètic.
És una etapa en què es poden observar grans salts qualitatius pel que fa a la figura humana i els objectes.
Un dels temes preferits és la figura humana, anomenada també capgrossos, atesa a la grandària del cap.
Arriba un moment que l'infant intenta representar el moviment. És evident que un infant de quatre anys sap més del seu cos del que manifesta en el dibuix. Això vol dir que els dibuixos són essencialment un llenguatge icònic amb més dificultats d'adquisició i evolució que el llenguatge verbal.
En aquesta etapa l'infant comença a distribuir l'espai en funció de la importància que dóni als objectes representats. I un tret que es repeteix és que tant les persones com els objectes floten.
Els colors escollits no es corresponen amb la realitat, sinó que els tria en funció del gust personal o simplement dels que tingui més a mà.
Etepa Esquemàtica (7-9 anys)
En aquest moment el nen o nena arriba a un coneixement bastant important sobre ell mateix i sobre el seu cos. Acostumen a agafar un model, és a dir, dibuixen tots els homes iguals i totes les dones iguals, l'únic que canvia és la mida d'aquests. Comencen a dibuixar les noies amb faldilla amb forma de triangle. Exageren en el dibuix allò que veuen més important, en la majoria de casos vivències momentànies. Per tant, podem dir que dibuixen amb proporcions emocionals. Per això és important no corregir les proporcions. Ja relacionen els colors amb la realitat. Com que s'adonden que formen part d'un ambient deixen de veure's com a centre del seu món i ja no es dibuixen al centre del full. Per tant, ja comencen a organitzar l'espai fent línia de terra i de cel. Però entre el cel i el terra no pinten, perquè és espai buit, aire i això no té color. Fan els dibuixos com si tinguessin una visió de raigs X, per exemple, fan les cases sense parets, destacant el de dins. Dibuixen tot el que saben. També dibuixen amb abatiment, és a dir, dibuixen tots dos costats perquè els coneixen però sense perspectiva. Per entendre el dibuix hauríem de doblegar el full pel mig. Un altre recurs que utilitzen és el pla d'elevació: en el seu dibuix barregen dos punts de vista perquè volen dibuixar tot el que ells saben però encara no dominen la tècnica de la perspectiva.
En aquesta etapa l'adult és més important que els amics. No és fins al final d'aquesta etapa que comença a descobrir els amics.
Per motivar l'infant a dibuixar hem de donar-li temes d'acció i lloc per tal que comencin a descriure perfectament allò que volen fer i mostrar.
Etapa de la colla(9-12 anys)
Durant aquesta etapa l'infant descobreix que és membre de la societat i per això comença a pensar en temes socials, es tenen molt en compte les opinions dels altres.
Es produeix una independència social i es poden veure diferenciats grups de nens i nenes.
Pel que fa al dibuix destaquen les següents característiques:
- Figura humana: Ja comencen a veure que l'esquema que feien se'ls queda petit. Dibuixen el cos com un tot i comencen a fer molts detalls, tot el que saben ho dibuixen.

Segons Lowenfeld s'interessen tant en la descripció de les característiques que els dibuixos tornen a ser rígids.
- Espai : Està caracteritzat pel descobriment del pla, abandonen la línia de terra.

Es dona la idea de superposició, s'adonen que hi ha cossos opacs que amaguen el que tenen darrere.
Ho pinten tot.
Es nota la socialització, és el moment idoni per treballar en equip.
Són molt realistes.
- Color : Comencen a distingir els matisos dels colors.

Etapa pseudo-naturalista (12-14 anys)
Durant aquesta etapa el nen vol ser més fidel a la realitat. Vol fer el dibuix com si fos una fotografia, fixan-s'hi en l'anatomia humana, fins i tot, comencen a incloure trets sexuals. Comencen a tenir consciència de les llums i les ombres.
El producte final té més importància que abans.
En aquesta etapa apareix la perspectiva, tot i que no els és ensenyada i s'enfronten a una representació que no els han ensenyat.
El desenvolupament artístic del dibuix continuarà en la mida en la que el nen estigui interessat en ell però, aprendran més si se'ls estimula.

## Desenvolupament psicològic
El desenvolupament psicològic del nen comprèn diverses àrees:
- Aprendre: Entendre el món i conèixer el medi sobretot mitjançant el joc, amb ajuda dels adults i conjuntament amb els seus iguals.
- Llenguatge: Aprendre a parlar, expressar-se i comunicar-se mitjançant el llenguatge verbal i no verbal.
- Educació: Aprenentatge de la lectoescritura, adquirir coneixements i habilitats, etc. L'educació comprèn la institució formal i la no formal.
- Psicologia i desenvolupament: Aprendre a conviure amb les altres persones del seu medi i en societat. Inclou l'aprenentatge de les regles tàcites i explícites de la seva cultura.
- Art i música: Aprendre a expressar-se mitjançant les diverses tècniques artístiques; l'art la música desperten la sensibilitat dels nens i enriqueixen el seu patrimoni personal.
- Moral o ètic: Segons Piaget el sentit moral de les persones evoluciona per etapes.

En el camp de la psicologia també és possible verificar canvis notables en la concepció que els autors han tingut sobre la infància i les seves característiques. Ho demostren els diferents enfocaments presents en la psicologia evolutiva. Durant un temps hi hagué un intent d'integrar tots els coneixements sobre el nen en una disciplina especial, la pedologia, que estudiés els aspectes psicològics, biològics i socials.

### Desenvolupament Cognitiu i Sensorial
Segons Jean Piaget, en el desenvolupament cognitiu trobem dues etapes: La primera comprèn el període de zero a dos anys es caracteritza per la intel·ligència sensoriomotriu i la segona etapa, dels dos als sis-set anys, es caracteritza per la intel·ligència preoperatòria.
- període sensoriomotriu

Comença amb el desenvolupament dels reflexos innats i va avançant cap a les conductes imitatives, passant per les conductes repetitives. La manipulació d'objectes permet al infant desenvolupar el sentit de causa-efecte. La solució dels problemes es troba, gairebé sempre, per assaig-error i al final d'aquesta etapa l'infant posseeix les primeres representacions mentals i s'adona de la permanència dels objectes.
- període de la intel·ligència preoperatòria

els nens i nenes utilitzen representacions mentals com les paraules, dibuixos, imatges mentals... El pensament és profundament egocentrista. La seva funció simbòlica està manifestada per les imatges mentals, el joc simbòlic, el dibuix i el llenguatge.
Els sentits es van desenvolupant a velocitats diferents. La vista està bastant desenvolupada en néixer, entre els 4 i 6 mesos el nadó ja té una visió binocular i, aproximadament cap a l'any, l'infant tindrà plena capacitat visual.
Després del naixement els òrgans auditius ja estan completament desenvolupats i l'agudesa auditiva és gairebé la d'un adult. Aquest fet permet al nadó reaccionar als estímuls sonors que l'envolten i diferenciar perfectament la veu de la seva mare respecte a la de les altres persones.
El sentit de l'olfacte no està gaire desenvolupat en néixer i fins als 4 o 5 anys l'infant no aconseguirà una bona maduresa olfactiva. En canvi, el gust i el tacte sí que són sentits que estan desenvolupats en néixer i l'infant sabrà diferenciar entre els sabors dolços i els àcids i també sabrà reaccionar davant del dolor, del fred o de la calor.

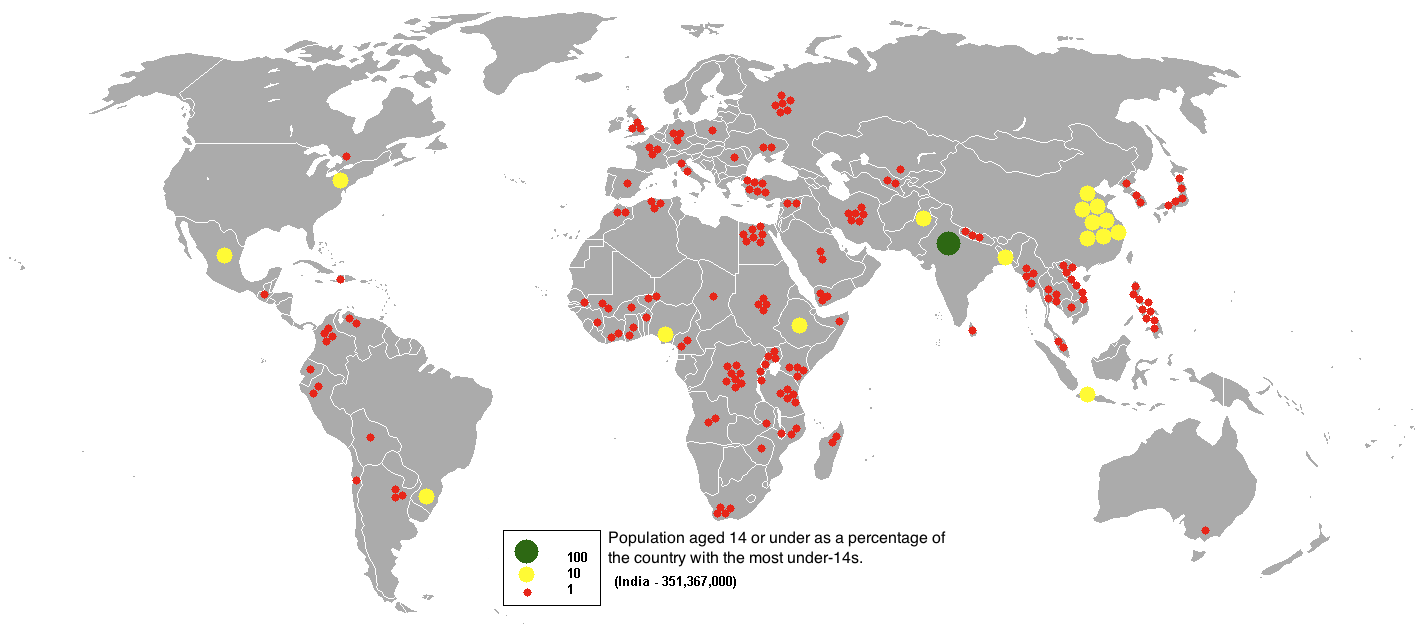
Mapa que mostra la població menor de 15 anys dels diferents estats el 2005

### Aprenentatge i joc
El joc i l'aprenentatge són especialment importants en el desenvolupament infantil, i estan reconeguts en els articles 28 i 31 de la Convenció dels Drets de l'Infant. Són importants car fomenten les habilitats socials, creatives, locomotrius i l'adquisició de valors, així com les relacions entre iguals i amb adults. La forma de jugar i aprendre varia tant amb l'edat com individualment i entre cultures.

### Socialització
Tots els nens passen per etapes de desenvolupament social. Els nadons o els nens petits solen jugar sols sense massa problemes i amb un joc que els satisfaci. Si un altre nen surt a escena es pot convertir en un rival per al seu joc i les seves possessions, pel que és normal que pugui haver certa agressivitat. A mesura que es va fent gran, el nen pot jugar amb un altre nen, i d'aquesta manera de forma gradual aprendre a compartir i a respectar els torns.En el moment en què un nen entra l'escolarització (per exemple l'educació infantil), en general hauria de poder participar i gaudir d'experiències de grup.
Un cas especial de socialització és els nens amb Trastorn per Déficit d'Atenció i Hiperactivitat i que presenta dificultats d'aprenentatge que poden necessitar ajuda addicional per desenvolupar habilitats socials. Les característiques impulsives d'un nen amb TDAH pot portar a males relacions amb els companys. Els nens amb capacitat d'atenció pobre no pot sintonitzar amb els senyals socials del seu entorn, pel que és difícil per a ells aprendre les habilitats socials a través de l'experiència.

#### El nen a la societat

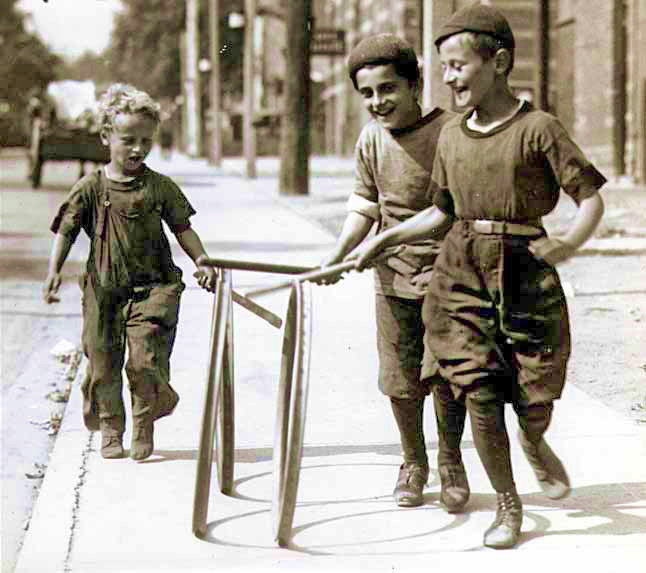
Nens jugant al carrer Chesnut

Des del segle xix han sorgit diverses organitzacions, a nivell internacional i nacional, que promouen la protecció dels infants. La majoria d'elles sorgiren a fins d'aquest segle i començaments del següent, com per exemple Save the Children. Al segle xx les polítiques públiques s'han vist fortament influïdes per l'acció de l'Organització Internacional del Treball, sobretot en relació amb el treball o explotació infantil, i després per l'UNICEF, pel que fa a l'alimentació i l'escolarització.
Diverses manifestacions estètiques, al cinema, la pintura i la literatura, reflecteixen les concepcions que han sorgit envers la infància.
En general, la societat ha construït des del segle xix una visió idealitzada de la infància (herència del romanticisme i l'època victoriana), tendència que es reflecteix per exemple en Charles Dickens. Recentment han sorgit manifestacions més complexes sobre la "naturalesa humana", com s'evidencia a El senyor de les mosques (1954), de William Golding, i The Cement Garden (1978), de Ian McEwen.
En dècades recents, als Estats Units i Europa ha sorgit una disciplina específica que estudia la relació entre el nen i la societat, denominada sociologia de la infància. L'antropologia té una tradició més llarga al respecte, que es remunta als clàssics (Maine, Frazer, Boas), que estudiaren les estratificacions segons les edats així com els ritus de passatge (Van Gennep) i la transició de la infància a l'edat adulta (Mead). Tanmateix, la infància com a tema central s'ha introduït més tardanament. L'economia, d'altra banda, ha estudiat el pes que tenen els nens a la societat de consum.